# Okręg Largentière
Okręg Largentière (fr. Arrondissement de Largentière) – okręg w południowej Francji. Populacja wynosi 84 100.

## Podział administracyjny
W skład okręgu wchodzą następujące kantony:
- Antraigues-sur-Volane,
- Aubenas,
- Burzet,
- Coucouron,
- Joyeuse,
- Largentière,
- Montpezat-sous-Bauzon,
- Saint-Étienne-de-Lugdarès,
- Thueyts,
- Valgorge,
- Vallon-Pont-d'Arc,
- Vals-les-Bains,
- Vans,
- Villeneuve-de-Berg.